# Tenochtitlán
Tenochtitlán var hovedstad i det aztekiske rige og var bygget på en ø i Texcoco-søen i, hvad der nu er det centrale Mexico. Byen blev ødelagt i 1520'erne af spanske conquistadorer, Mexico City blev opført som erstatning, og det meste af Texcoco-søen blev gradvist afvandet. Tenochtitlán var før spaniernes ankomst en af verdens største byer, med op til 200.000 indbyggere.
Mange forskellige stammer nåede frem til søens bredder uden at slå sig ned permanent og uden at etablere kulturer, som var vigtigere end andre kulturer i den sydøstlige del af det nutidige Mexico. Først da aztekerne kom dertil fra vest, fik området sin store betydning.
Aztekerne kom dertil ifølge en gammel legende, som havde profeteret, at de ville finde et sted til deres nye by, hvor en mytisk åbenbaring ville blive opfyldt: en ørn, der åd en slange, mens den sad på en kaktus. Aztekerne oplevede åbenbaringen i et område, der den gang var en lille, sumpet ø i Texcoco-søen. Det afskrækkede dem ikke, og de opfandt chinampa-systemet til udtørring af området ved at lave små jordlodder, hvor de fremstillede al den mad, de havde brug for. Da tilstrækkeligt med land var udtørret, begyndte de at bygge. Tenochtitlán (byens navn på sproget nahuatl) blev grundlagt i 1325.
En blomstrende kultur udviklede sig, og aztekernes rige begyndte at dominere andre stammer over hele Mexico. Øen blev løbende udvidet, efterhånden som Tenochtitlán voksede, og endte med at blive den største og mest magtfulde by i Mesoamerika. Der blev etableret kommercielle handelsruter, hvor varer fra fjerne egne som den Mexicanske Golf, Stillehavet og måske endda Inkariget blev fragtet ad.
Byen var forbundet til fastlandet med en række brede dæmninger med broer. En række kanaler løb gennem byen, så alle bydele var tilgængelige både til fods og ved hjælp af kano.
Efter en oversvømmelse af Texcoco-søen blev byen under Kejser Ahuitzotl genopbygget i en stilart, der gjorde den til én af de prægtigste byer nogensinde i Mesoamerika.
Den spanske conquistador Hernán Cortés ankom til Tenochtitlán den 8. november 1519. Den aztekiske hersker Moctezuma II, troede, at Cortés var den tilbagevendte gud Quetzalcoatl og bød ham velkommen med stor pomp. Nogle af conquistadorerne havde været så vidt omkring som Venedig og Konstantinopel, og mange af dem sagde, at Tenochtitlán var en lige så stor og flot by som nogen anden by, de havde set.
Cortés og hans mænd erobrede byen den 13. august 1521 efter flere års kamp, som ødelagde det meste af den. Resten af byen blev enten ødelagt, nedtaget eller begravet, efterhånden som Mexico City blev bygget ovenpå.
19°26′06″N 99°07′53″V / 19.435°N 99.1314°V